# Bahnhof Chūbu-kokusai-kūkō
Der Bahnhof Chūbu-kokusai-kūkō (jap. 中部国際空港駅, Chūbu-kokusai-kūkō-eki, engl. Central Japan International Airport Station) ist ein Bahnhof in Japan, der von der Bahngesellschaft Meitetsu (Nagoya Tetsudō) betrieben wird. Er befindet sich in der Präfektur Aichi auf dem Gebiet der Stadt Tokoname und erschließt den internationalen Flughafen Chūbu bei Nagoya.

## Verbindungen
Chūbu-kokusai-kūkō ist ein Kopfbahnhof am südlichen Ende der Meitetsu-Flughafenlinie, die in Tokoname an die Meitetsu Tokoname-Linie anschließt und eine direkte Verbindung mit dem Stadtzentrum von Nagoya herstellt. Jede Stunde fahren im Flughafenbahnhof in der Regel sechs Züge ab, die sich auf drei verschiedene Zuggattungen aufteilen (entspricht jeweils einem Halbstundentakt). Von besonderer Bedeutung sind die µSky-Schnellzüge nach Meitetsu Nagoya, die ausschließlich aus Erstklasswagen zusammengesetzt sind und unterwegs nur in Jingū-mae und Kanayama halten (während der Hauptverkehrszeit fahren sie weiter nach Meitetsu Gifu oder Shin-Unuma). Die Eilzüge Semi Express und Limited Express legen mehr Zwischenhalte ein und verkehren über Meitetsu Nagoya nach Meitetsu Gifu bzw. Shin-Kani. Lokale Züge nach Ōtagawa mit Halt an allen Zwischenbahnhöfen sind auf den frühen Morgen und den späten Abend beschränkt, tagsüber muss in Tokoname umgestiegen werden.

## Anlage
Der Bahnhof steht inmitten des Flughafengeländes auf einer künstlich angelegten Insel in der Ise-Bucht. Erhöht am Ende eines Viadukts liegend, umfasst er drei stumpf endende Gleise an einem Seitenbahnsteig und einem Mittelbahnsteig. Diese wiederum sind durch einen Querbahnsteig miteinander verbunden. Der Bahnhof ist den Prinzipien des Universal Design gestaltet. Um Fahrgäste und Personal vor den häufigen auftretenden Windböen zu schützen, ist er vollständig überdacht und von Glaswänden umgeben. Gleis 1 ist den µSky-Schnellzügen vorbehalten, alle übrigen Züge fahren von Gleis 2 oder 3 ab. Zusätzliche Fläche für ein mögliches viertes Gleis ist vorhanden.
In der Haupthalle befinden sich Läden, Fahrscheinautomaten, Bahnsteigsperren, Informationsschalter und sonstige Service-Einrichtungen. Eine breite Halle stellt die Verbindung zum unmittelbar angrenzenden Flughafenterminal her. Weitere überdachte Fußgängerpassagen führen zum Centrair-Hotel, zum Messegebäude Aichi Sky Expo, zu Parkplätzen und Parkhäusern sowie zu einem Schiffsanleger, von dem aus Fähren über die Bucht nach Tsu in der Präfektur Mie verkehren.
Im Fiskaljahr 2016 nutzten durchschnittlich 24.485 Fahrgäste täglich den Bahnhof.

## Gleise

Gleisplan

| 1   | ▉ Meitetsu-Flughafenlinie | µSky nach Meitetsu Nagoya • Meitetsu Gifu / Shin-Unuma                                             |
| 2/3 | ▉ Meitetsu-Flughafenlinie | übrige Züge in Richtung Ōtagawa • Jingū-mae • Meitetsu Nagoya • Meitetsu Gifu / Tsushima / Inuyama |

## Bilder

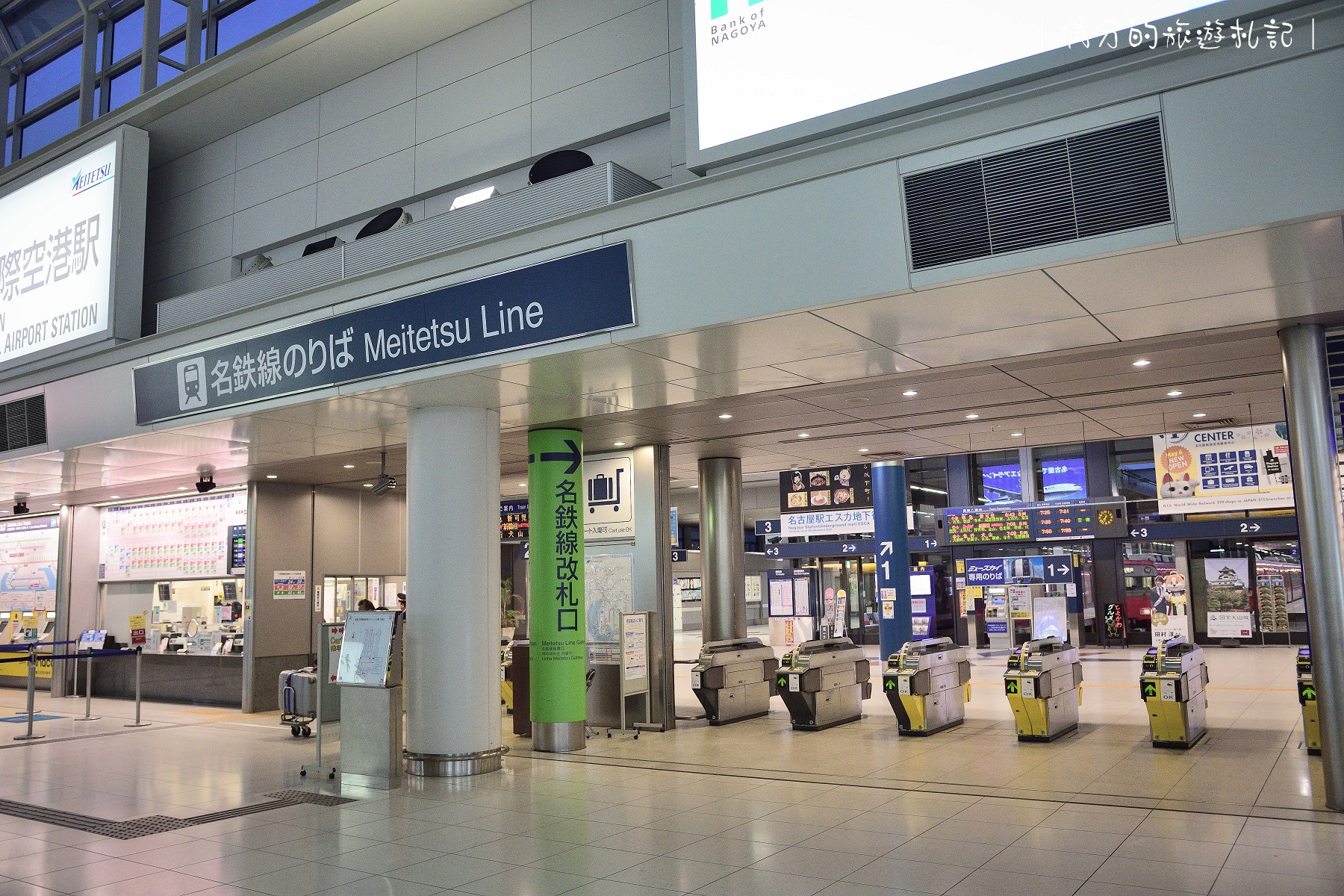
Bahnsteigsperren
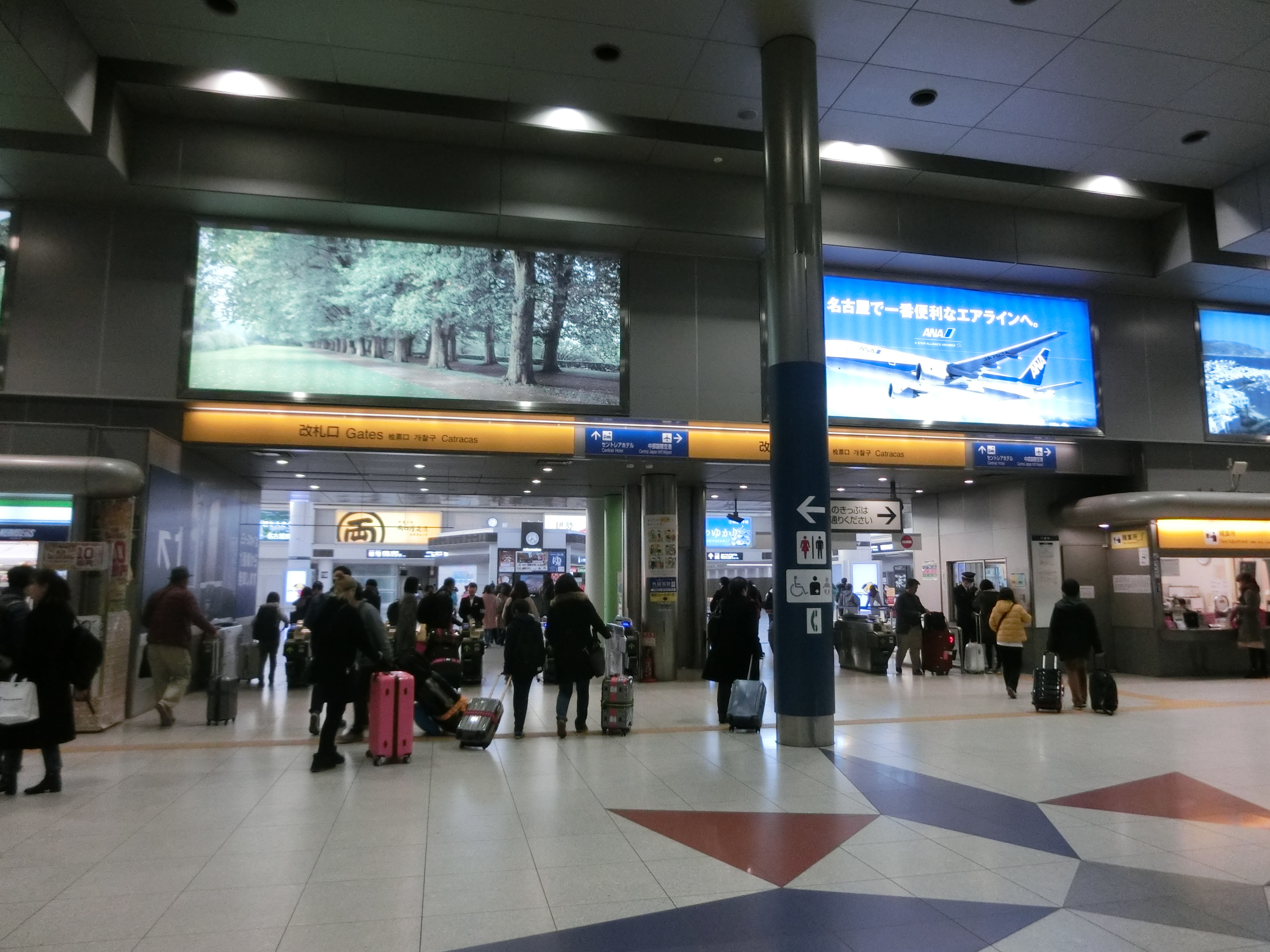
Ausgang zum Terminal
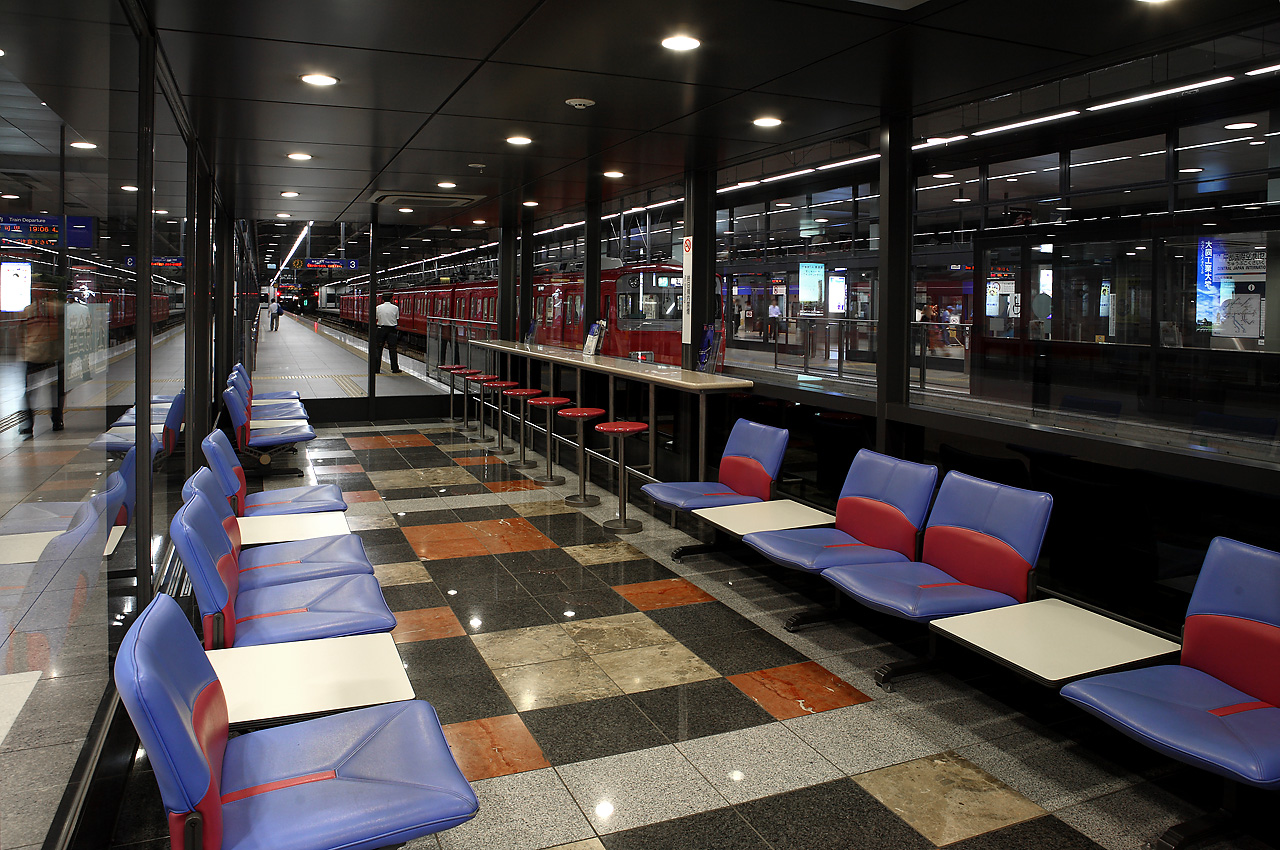
Wartehalle
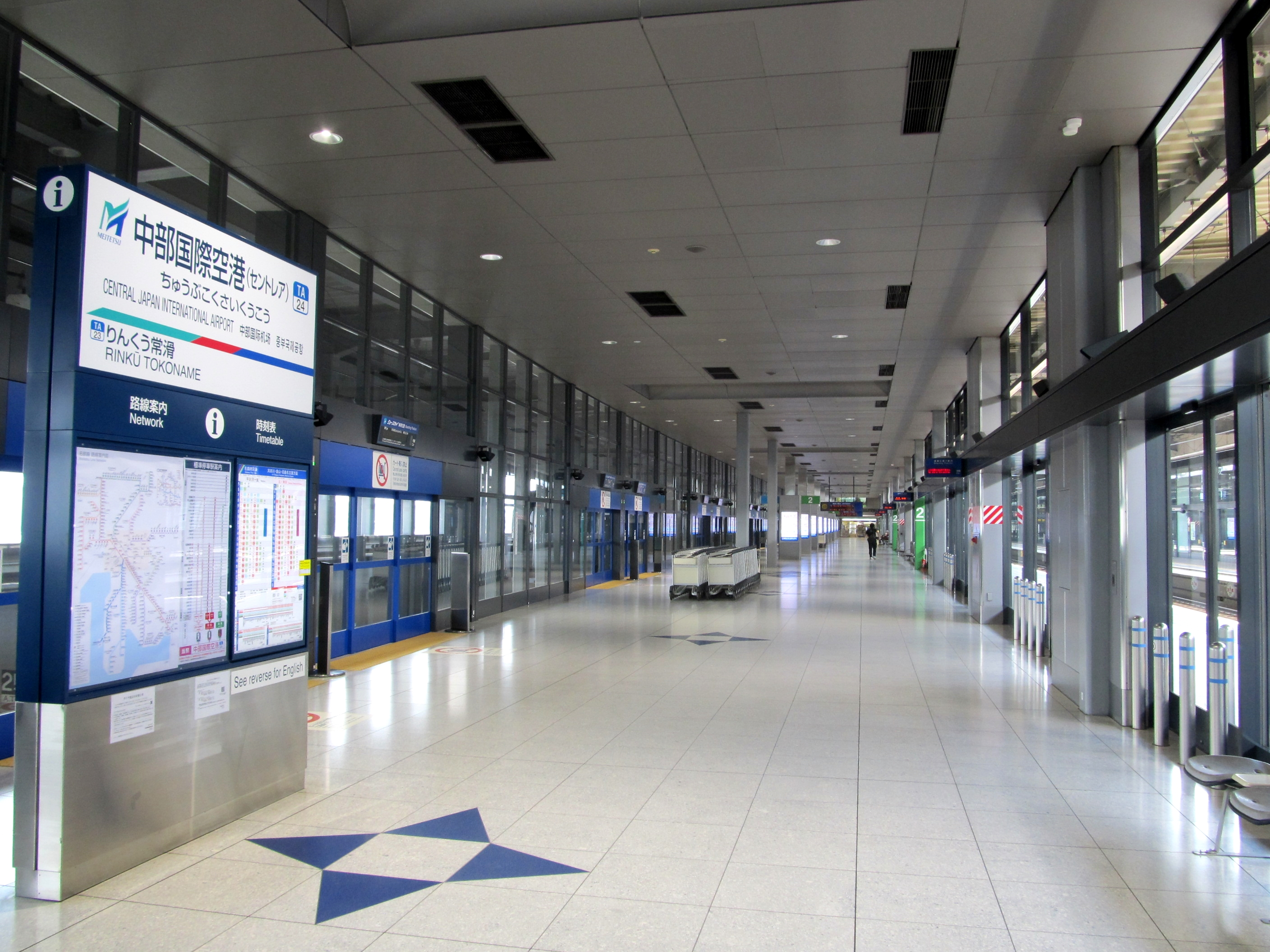
Bahnsteig für die Gleise 1 und 2
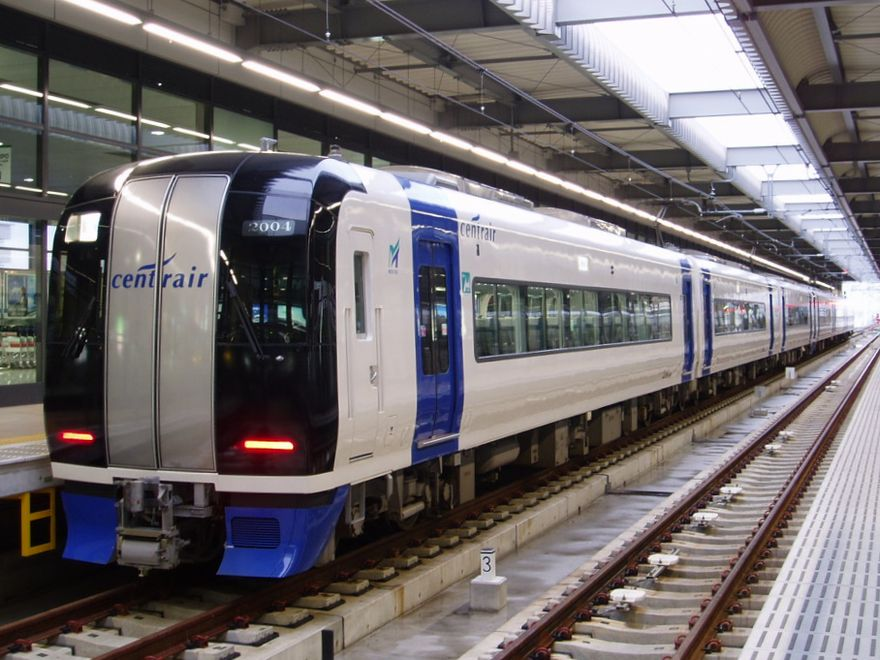
Triebzug der Baureihe 2000
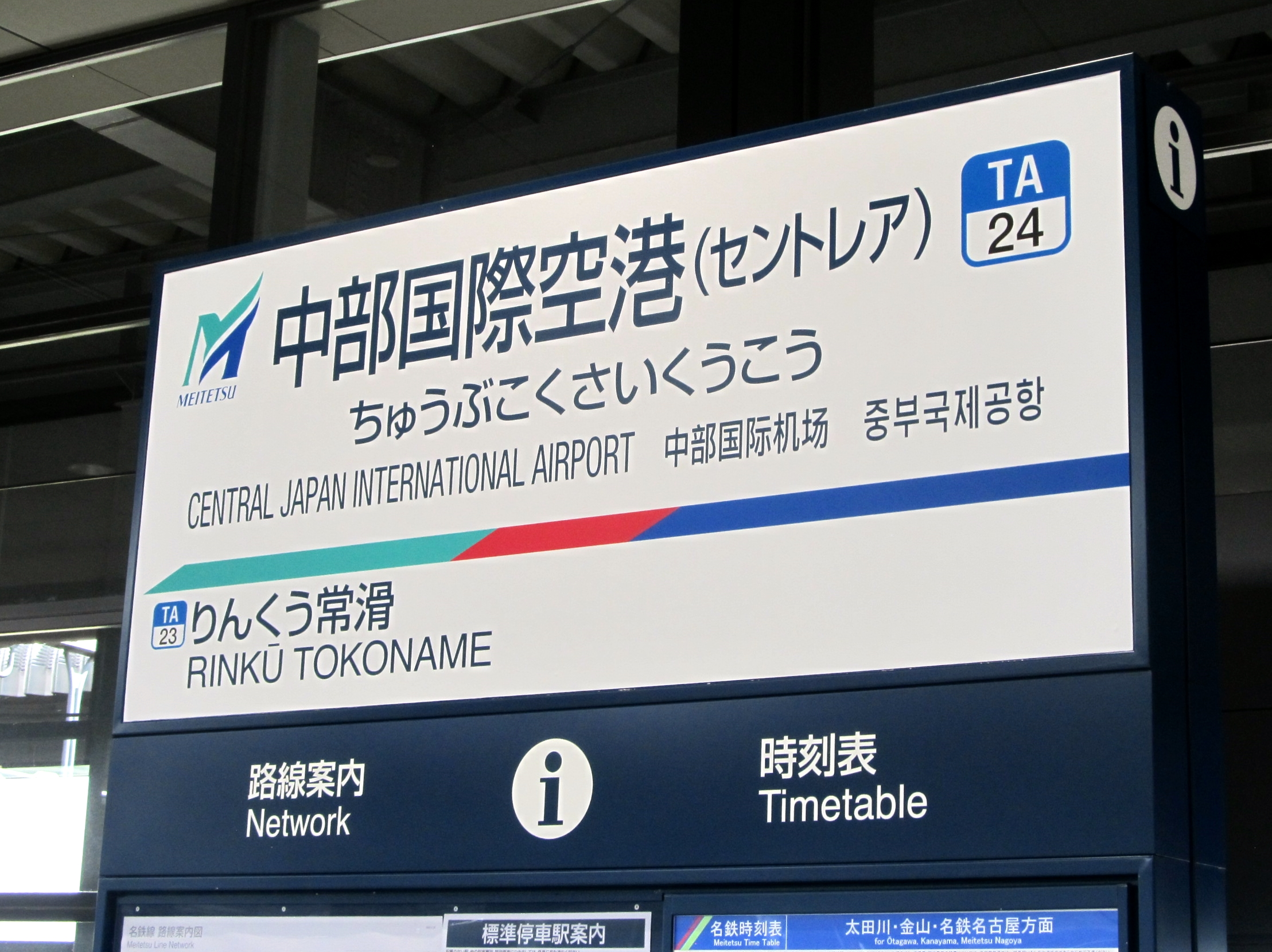
Mehrsprachiges Bahnhofsschild

## Linien
| Verlauf der Meitetsu Tokoname-Linie / Meitetsu-Flughafenlinie |
| --- |
| Jingū-mae • Toyodahommachi • Dōtoku • Ōe • Daidōchō • Shibata • Nawa • Shūrakuen • Shin-Nittetsu-mae • Ōtagawa • Owari-Yokosuka • Teramoto • Asakura • Komi • Nagaura • Hinaga • Shin-Maiko • Ōnomachi • Nishinokuchi • Kabaike • Enokido • Taya • Tokoname • Rinkū Tokoname • Chūbu-kokusai-kūkō |

## Geschichte
Die Bauarbeiten an der Flughafenlinie an den dazu gehörenden Bahnhöfen Chūbu-kokusai-kūkō und Rinkū Tokoname begannen nach der Gründung der Central Japan International Airport Line Company im Jahr 1999 und wurden durch das staatliche Bahnbauunternehmen Japan Railway Construction, Transport and Technology Agency ausgeführt. Der Bahnbetrieb begann am 16. Oktober 2004, wobei die Züge zunächst ausschließlich dem Flughafenpersonal und den Bauarbeitern vorbehalten waren. Am 29. Januar 2005 erfolgte die Aufnahme des vollständigen fahrplanmäßigen Bahnbetriebs. Seinen vollen Nutzen entfaltete der Flughafenbahnhof knapp drei Wochen später am 17. Februar mit dem Beginn des Flugbetriebs. Rund 14 Monate lang waren nur der Mittelbahnsteig mit den Gleisen 2 und 3 zugänglich; dies änderte sich mit dem Fahrplanwechsel vom 29. April 2006, als die neu eingeführten µSky-Schnellzüge Gleis 1 zu nutzen begannen.